# Малый Ордынский переулок
Ма́лый Орды́нский переу́лок — небольшая улица в центре Москвы в Замоскворечье между Малой и Большой Ордынкой.

## История
Современное название Большой и Малый Ордынские переулки получили в 1993 году по прилежащей улице Большая Ордынка. Ранее переулки назывались Большим и Малым Курбатовым (Курбатовским) — по фамилии домовладельца начала XIX века бригадира А. П. Курбатова. С 1929 года — Большой и Малый Маратовский — по кондитерской фабрике им. Марата, которая в 1971 году была объединена с кондитерской фабрикой «Рот Фронт».

## Описание
Малый Ордынский переулок проходит с востока на запад и соединяет Малую и Большую Ордынку.

## Здания и сооружения
По нечётной стороне:
По чётной стороне:

## См.также
- Большой Ордынский переулок